# حياة خوات
حياة خوات هو برنامج تلفزيوني واقعي قامت قناة ال بي سي الفضائية بعرضه في مطلع عام 2014 كأول مسلسل اجتماعي من تلفزيون الواقع يعرض في أحد الدول العربية، يناقش البرنامج حياة خمس شقيقات بحرينيات ويعكس مشاكلهن العائلية ونمط حياة كل منهن.

## جدل
أثار البرنامج جدلاً واسعاً في الوطن العربي وتحديداً بالشارع البحريني حيث تعرض للنقد من قبل الكثيرين عبر مواقع التواصل الأجتماعي بوصفهم أن البرنامج غير هادف ولا يمثل حياة المرأة البحرينية أو الخليجية وتم أيضاً أتهام الشقيقات بالتصنع ومحاولة تقليد الغرب وبرامجهم.